# Preußentum und Sozialismus
Preußentum und Sozialismus ist eine Streitschrift von Oswald Spengler. Sie erschien 1919 im Verlag C. H. Beck, München. Spengler bezeichnete Preußentum und Sozialismus als Keim zu Teilen seines noch im Entstehen begriffenen Hauptwerkes.

## Inhalt

### Trauma der Novemberrevolution
Spengler betrachtet den politischen Umsturz vom 9. November 1918, mit dem die Monarchie der Hohenzollern ihr Ende fand, im größeren Zusammenhang einer tragischen Geschichte Deutschlands. Der für Deutschland charakteristische Mangel an Tatsachensinn prägt die Politik weithin, bis zum Stil der Revolutionen. So gelangten 1918 infolge der Zersetzung der Monarchie Elemente „ohne die geringste staatsmännische Begabung englischer Parlamentarier“ an die Macht.
Der Aufstand des marxistischen Proletariats folgte den liberalen Destruktionen von 1917 auf dem Fuße. „Auf die Revolution der Dummheit folgte die der Gemeinheit. (…) Es war die sinnloseste Tat der deutschen Geschichte.“

### Anbruch der Zivilisation
Die Revolution nimmt ihren Verlauf vor dem Hintergrund der zu Ende gehenden abendländischen Kultur. Spenglers Perspektive entspricht der geschichtsphilosophischen und morphologischen Kulturdeutung, wie sie der Untergang des Abendlandes entwickelt. Spengler betrachtet „Sozialismus“ als die „letzte Weltstimmung“, in die sich das müde gewordene westeuropäisch-nordamerikanische Kulturgebiet flüchtet.
Der Endkampf um die Macht im anbrechenden faustischen Imperium schließt die Grundfrage ein, ob die künftige Staats- und Wirtschaftsverfassung kapitalistisch oder sozialistisch geprägt sein soll. Gleichfalls, unter welchen Vorzeichen die kommenden Gewaltmenschen der abendländischen Endzeit ihre Macht entfalten werden. Für Spengler entscheidet sich mit dieser Frage nichts Geringeres als „das Schicksal der Welt“. Und diese Frage muss, wie der Geschichtsphilosoph glaubt, „in Deutschland für die Welt gelöst werden“.

### Liberalismus, Anarchismus, Sozialismus
Nach Spengler konkurrieren mehrere „Denkschulen“ des Politik- und Wirtschaftsstiles auf westeuropäischem Boden miteinander:
- der englische Liberalismus: „Der englische Instinkt entschied: die Macht gehört dem einzelnen. Freier Kampf des einen gegen den andern; Triumph des Stärkeren: Liberalismus, Ungleichheit.“[3]
- der Anarchismus Frankreichs: „Der französische Instinkt: die Macht gehört niemand. Keine Unterordnung, also keine Ordnung. Kein Staat, sondern nichts: Gleichheit aller, idealer Anarchismus, in der Praxis immer wieder (1799, 1851, 1871, 1918) durch den Despotismus von Generalen oder Präsidenten lebensfähig erhalten.“[4]
- der deutsche (preußische) Sozialismus: „Der deutsche, genauer preußische Instinkt war: die Macht gehört dem Ganzen. Der einzelne dient ihm. Das Ganze ist souverän. Der König ist nur der erste Diener seines Staates (Friedrich der Große). Jeder erhält seinen Platz. Es wird befohlen und gehorcht.“[5]

Der preußische Sozialismus ist seinem Wesen nach „illiberal und antidemokratisch, soweit es sich um englischen Liberalismus und französische Demokratie handelt“. Außerdem ist er antirevolutionär.

### Englischer Kapitalismus
Die Insellage Englands machte den starken Staat überflüssig. Die britische Geschichte kannte ein glückhaftes Hineinwachsen der unteren Schichten in die aristokratischen Formen (Whigs und Tories). Spengler meint darum, der Liberalismus und Kapitalismus sei der englischen Nation wesensgemäß.
Demokratie und allgemeines Stimmrecht sind erprobte englische Methoden des Kapitalismus. Das bedeutet nicht, dass es keine Hierarchien gebe. Spengler kommentiert den Regierungsstil Englands, nicht ohne innere Bewunderung: „Die letzten Entschließungen der Parteiführer sind selbst der Mehrheit der Parlamentsmitglieder Geheimnis.“ Die ‚feine englische Art’, von oben zu regieren und sich zugleich von unten demokratisch zu legitimieren, nötigt der aristokratischen Gesinnung Spenglers uneingeschränkten Respekt ab.

### Sozialismus in Deutschland
Das liberale englische (und das französische anarchistische) System bleibt für Spengler an die seelischen und geschichtlichen Voraussetzungen der betreffenden Völker gebunden. Derlei Prinzipien sind von Anderen nicht mit Erfolg nachzuahmen, ohne die eigenen Bedingungen und Bedingtheiten zu vernachlässigen.
So glaubt Spengler, der Parlamentarismus sei für Deutschland wesensfremd. Demgegenüber: „Von innerm Range kann in Deutschland nur der Sozialismus in irgendeiner Fassung sein.“ Spengler meint nicht den marxistischen Sozialismus, wie folgende (für heutige Geschichtsbetrachter überraschende) Feststellung klarlegt: Der Übergang zum Sozialismus habe sich in Deutschland bereits ereignet, „diese deutsche sozialistische Revolution fand 1914 statt. Sie vollzog sich in legitimen und militärischen Formen.“
Deutsches Liebäugeln mit englischen Liberalismen sei dagegen nicht angebracht. Es bringe lediglich die Gesellschaft außer Form und spiele der Macht Englands in die Hände. Spengler ruft daher zum Kampf gegen „das innere England“ auf, welches „dem äußeren England der Ententemächte durch den Sturz des Staates den Endsieg gesichert hat“.

### Antimarxistische Tendenz
Spenglers Marx-Kritik zielt letzten Endes darauf, dass der Vordenker des Kommunistischen Manifestes seelische und ökonomische Probleme vermengt und zudem die Verhältnisse in England aus den Augen eines Deutsch-Hegelianers beurteilt, also missverstanden habe.
Marx stehe überdies, so Spengler, in der mächtigen Tradition gleichsam theologischen Denkens. Der Marxismus selbst sei eine im Kern religiöse, nicht politische Bewegung.
Ebenso wenig wie der Marxismus sei der russische Bolschewismus, der sich auf Marx beruft, ein echter Sozialismus. Soweit das Russentum nicht innerlich längst wieder asiatisch fühle (hierzu bes. Art. Jahre der Entscheidung), sei es „kulturfremd“ durch westliche Ideologien überformt (Pseudomorphose). „Dies kindlich dumpfe und ahnungsschwere Russentum ist nun von ‚Europa’ aus durch die aufgezwungenen Formen einer bereits männlich vollendeten, fremden und herrischen Kultur gequält, verstört, verwundet, vergiftet worden.“ Und daher kämen gerade die russischen Ereignisse seit der Oktoberrevolution von 1917, denen Westeuropa so viel Aufmerksamkeit schenkt, für die Frage nach dem echten Sozialismus überhaupt nicht in Betracht.

### Spenglers Appell an Deutschland
Spengler appelliert an die deutsche Arbeiterschaft und an die oberen Schichten des deutschen Volkes gleichermaßen. Die Arbeiter sollten sich von der Ideologie des Marxismus befreien, denn es „gibt für den Arbeiter nur den preußischen Sozialismus oder nichts.“ Aber auch die konservativen Schichten müssen ihr Befangensein in überholtem Denken aufgeben. Sie haben – so Spengler ausdrücklich – die Demokratie im Prinzip zu akzeptieren, eine Demokratie allerdings, die weit von den westlich-englischen Verhältnissen entfernt ist.
Spengler betont den inneren Zusammenhang seiner preußisch-sozialistischen Idee mit dem Gedanken der Macht. Verwirkliche die preußische Aristokratie den Sozialismus, sei der Weg zu neuen weltpolitischen Höhen für Deutschland vorgezeichnet.

## Ausgaben
- Oswald Spengler: Preußentum und Sozialismus; C. H. Beck, München 1919.
- (Spengler): Reden und Aufsätze. C. H. Beck, München 1937.